# موسومیشتا
موسومیشتا (به بلغاری: Musomishta) یک منطقهٔ مسکونی در بلغارستان است که در شهرستان گوتسه دلچو واقع شده‌است.
 موسومیشتا ۳۲٫۸۶۱ کیلومتر مربع مساحت و ۲٬۲۸۵ نفر جمعیت دارد و ۵۱۳ متر بالاتر از سطح دریا واقع شده‌است.